# Bromus maroccanus
Bromus maroccanus là một loài thực vật có hoa trong họ Hòa thảo. Loài này được Pau & Font Quer mô tả khoa học đầu tiên năm 1928.